# Teano-Gattung
Als Teano-Gattung wird in der Klassischen Archäologie eine unteritalische Vasengattung aus dem letzten Viertel des 4. und der ersten Hälfte des 3. Jahrhunderts v. Chr. bezeichnet.
Benannt wurde die Teano-Gattung nach dem Hauptfundort der Keramik, Teanum Sidicinum im nördlichen Kampanien. Der Ort war wahrscheinlich auch das Produktionszentrum. Leitformen waren sogenannte Fußteller mit hohem Stiel, flache Schalen auf kleinem Standring, Skyphoi, Gutti, Oinochoen, Kernoi und plastische Gefäße in der Form von Vögeln. Andere Gefäße, etwa Kelchkratere sind äußerst selten. Die Vasen sind ausschließlich mit schwarzem Glanzton überzogen. Die Dekoration erfolgt durch Stempelmuster, Ritzungen in Form von Linien oder Tropfen und durch Wellenlinien oder Efeuranken in zumeist weißer und gelber Farbe. Auf einigen Vasen fanden sich oskische Inschriften mit den Namen der Produzenten, der Brüder Berii. Der Betrieb wurde etwa in der Zeit zwischen 310 und 280 v. Chr. betrieben.